# 北海道道96号上磯峠下線
北海道道96号上磯峠下線（ほっかいどうどう96ごう かみいそとうげしたせん）は、北海道北斗市と亀田郡七飯町を結ぶ道道（主要地方道）である。

## 概要

### 路線データ
- 起点：北海道北斗市中央2丁目（国道228号交点）[1]
- 終点：北海道亀田郡七飯町字峠下（国道5号交点）[1]
- 総延長：14.092 km[2]
- 実延長：13.634 km[2]
- 重用延長：0.458 km[2]

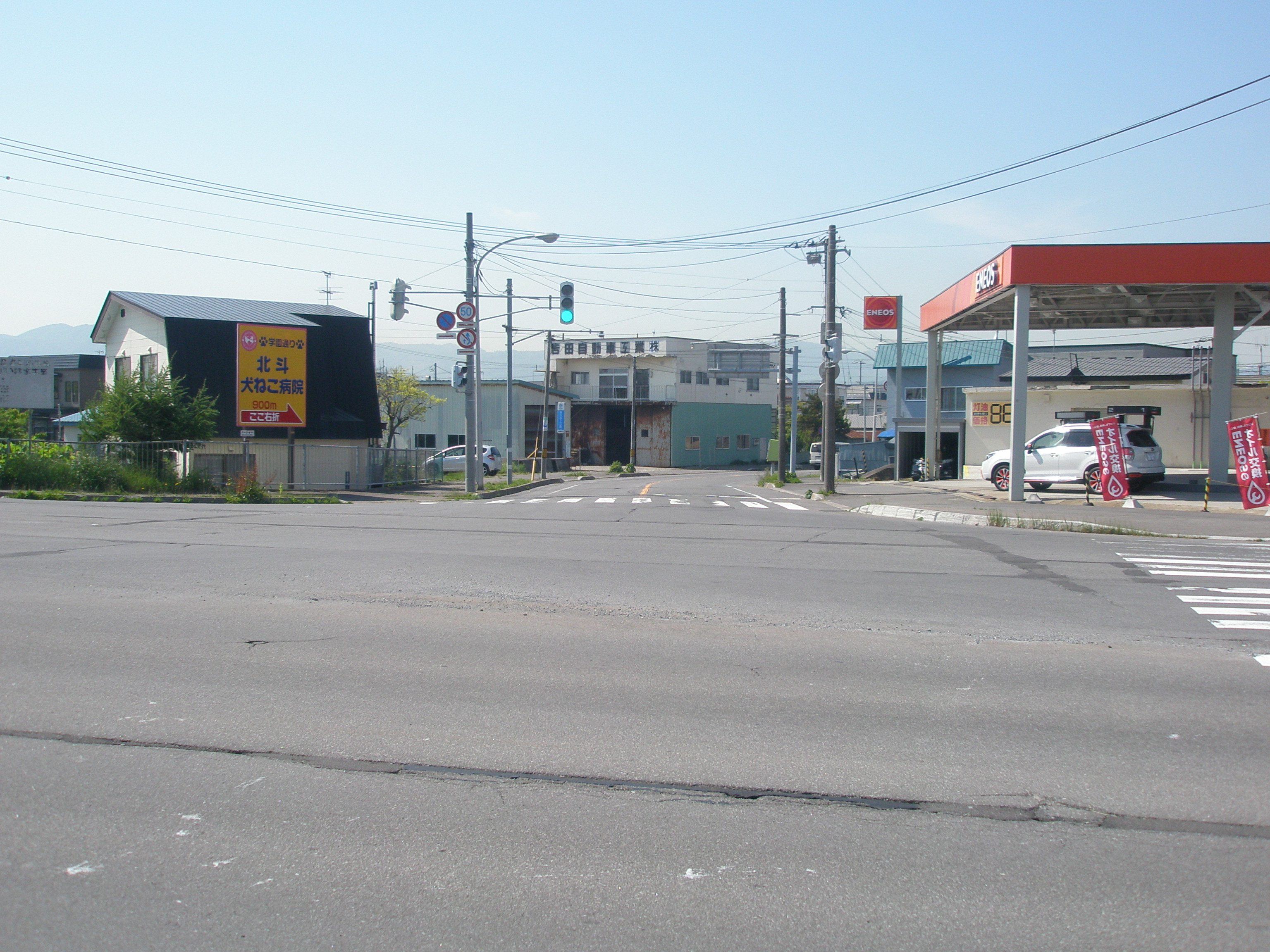
起点
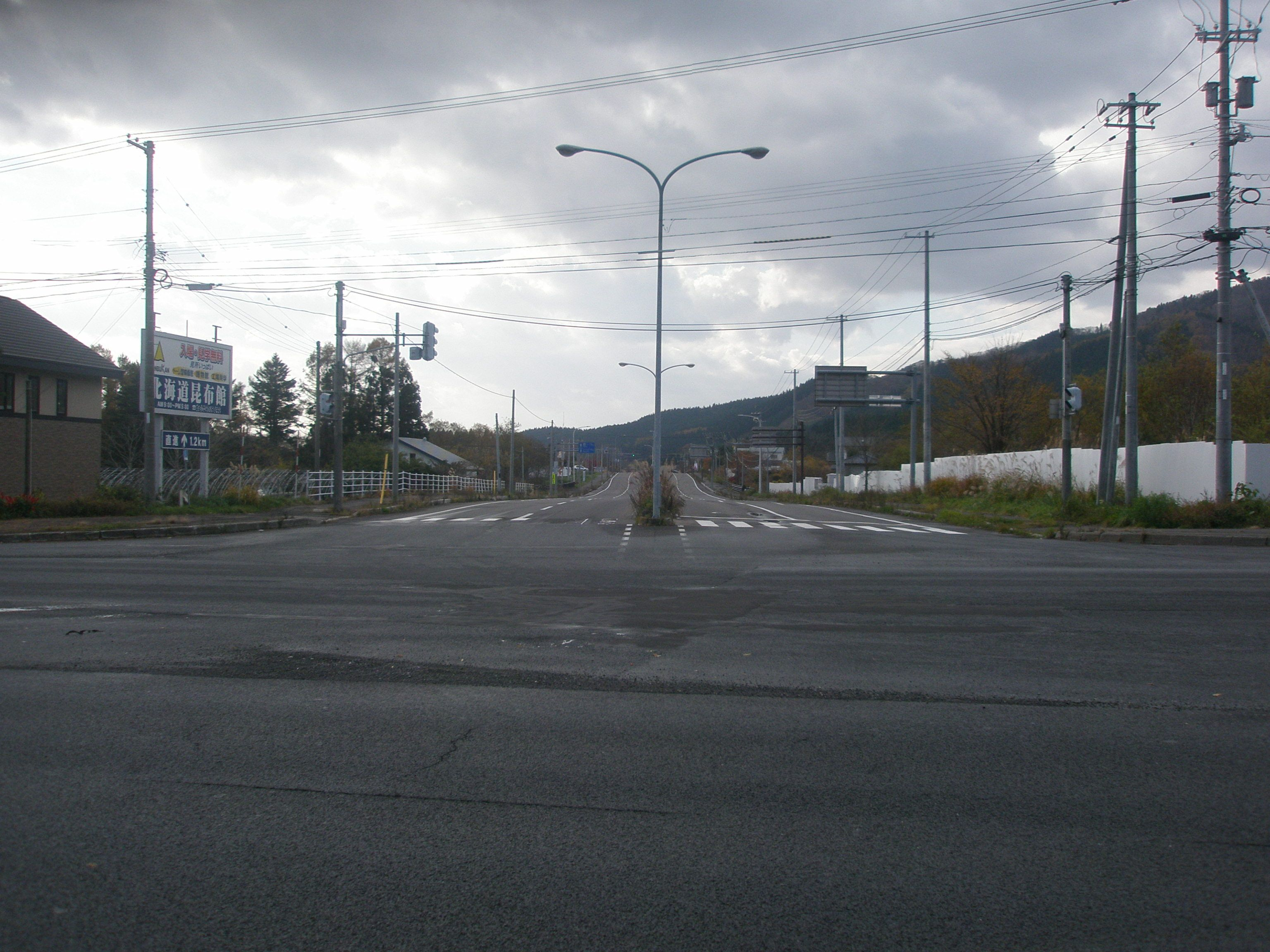
終点

## 歴史
- 1976年（昭和51年）8月31日 ： 897号として路線認定[3]。
- 1987年（昭和62年） - 1988年（昭和63年）： 旧大野町字市渡の国道227号大野バイパス交点から旧道（現・北斗市道市渡第45号線）交点までの区間の新道建設[1]。
- 1990年（平成2年） - 1991年（平成3年）：七飯町字峠下の線形改良実施。国道5号との交点を変更[1]。
- 1993年（平成5年）5月11日 ： 建設省から、道道上磯峠下線が上磯峠下線として主要地方道に指定される[4]。
- 1993年（平成5年） - 1998年（平成10年） ： 大野町字市渡 - 七飯町字峠下の区間で山側に新道建設[1]。旧道部分は北斗市道「市渡第30号線[5]」「市渡第45号線」及び七飯町道となっている。
- 1994年（平成6年）10月1日 ： 路線番号変更[6]。
- 2006年（平成18年）- 2007年（平成19年）：北斗市向野（北海道道969号大野大中山線交点付近）の線形改良実施[1]。

## 路線状況

### 重複区間
- 国道227号：北斗市市渡604-2・605-1先 - 同479-1・477-12先

### 道路施設

#### 主な橋梁
- 中野跨線橋（124 m、道南いさりび鉄道、北斗市中野通 - 北斗市中央）
- 鹿島橋（88 m、大野川、北斗市本郷 - 北斗市向野）

## 地理

### 通過する自治体
- 渡島総合振興局
  - 北斗市
  - 亀田郡七飯町

### 交差する道路
北斗市
- 国道228号 - 中央2丁目（起点）
- E59 函館江差自動車道 北斗中央IC
- 北海道道969号大野大中山線 - 向野
- 北海道道756号大野上磯線 - 本郷交差点
- 国道227号 - 市渡（重複区間の2箇所）
- 北海道道262号新函館北斗停車場線- 市渡

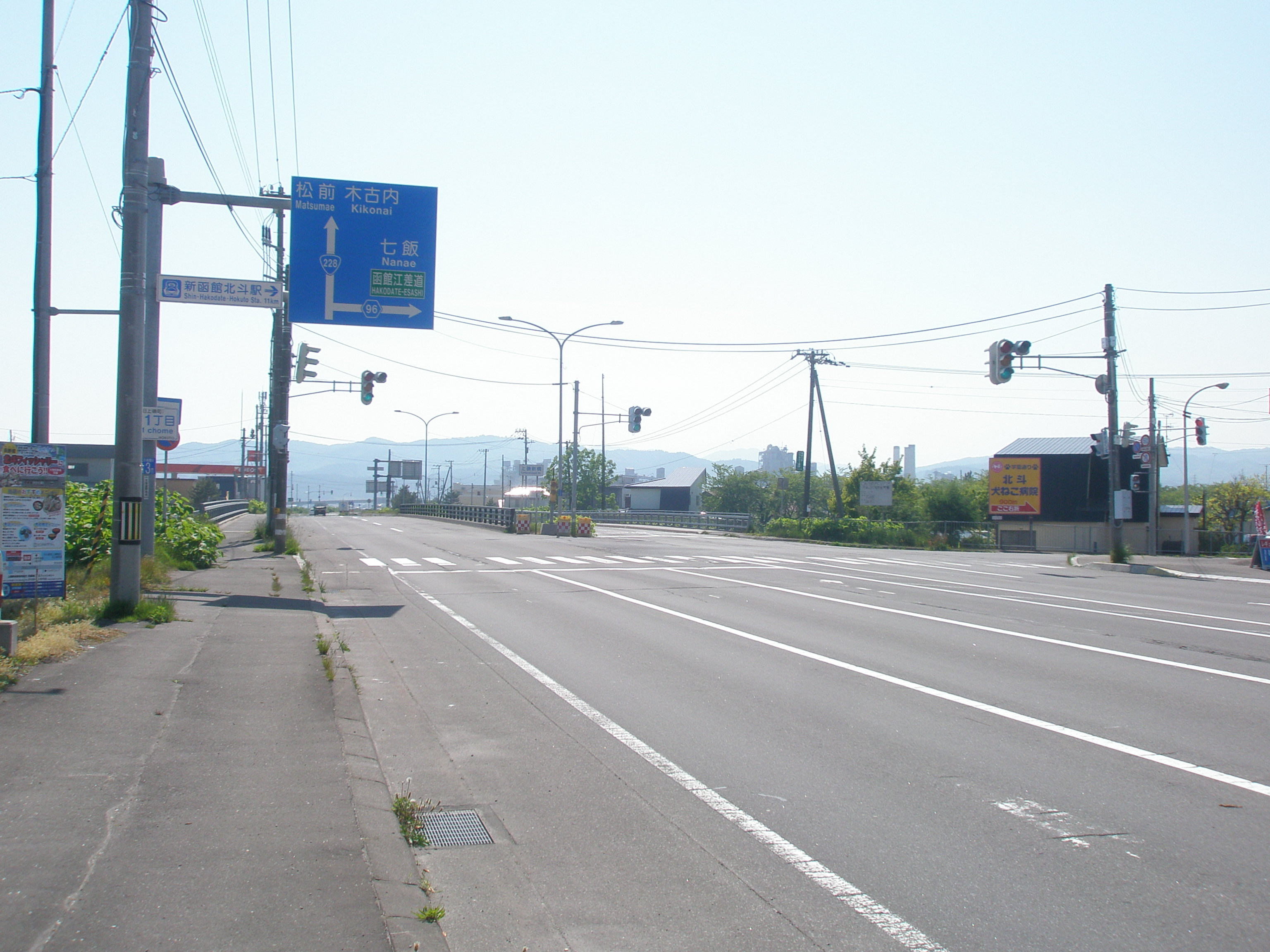
北海道道96号上磯峠下線・国道228号交点（2019年5月撮影）函館側から
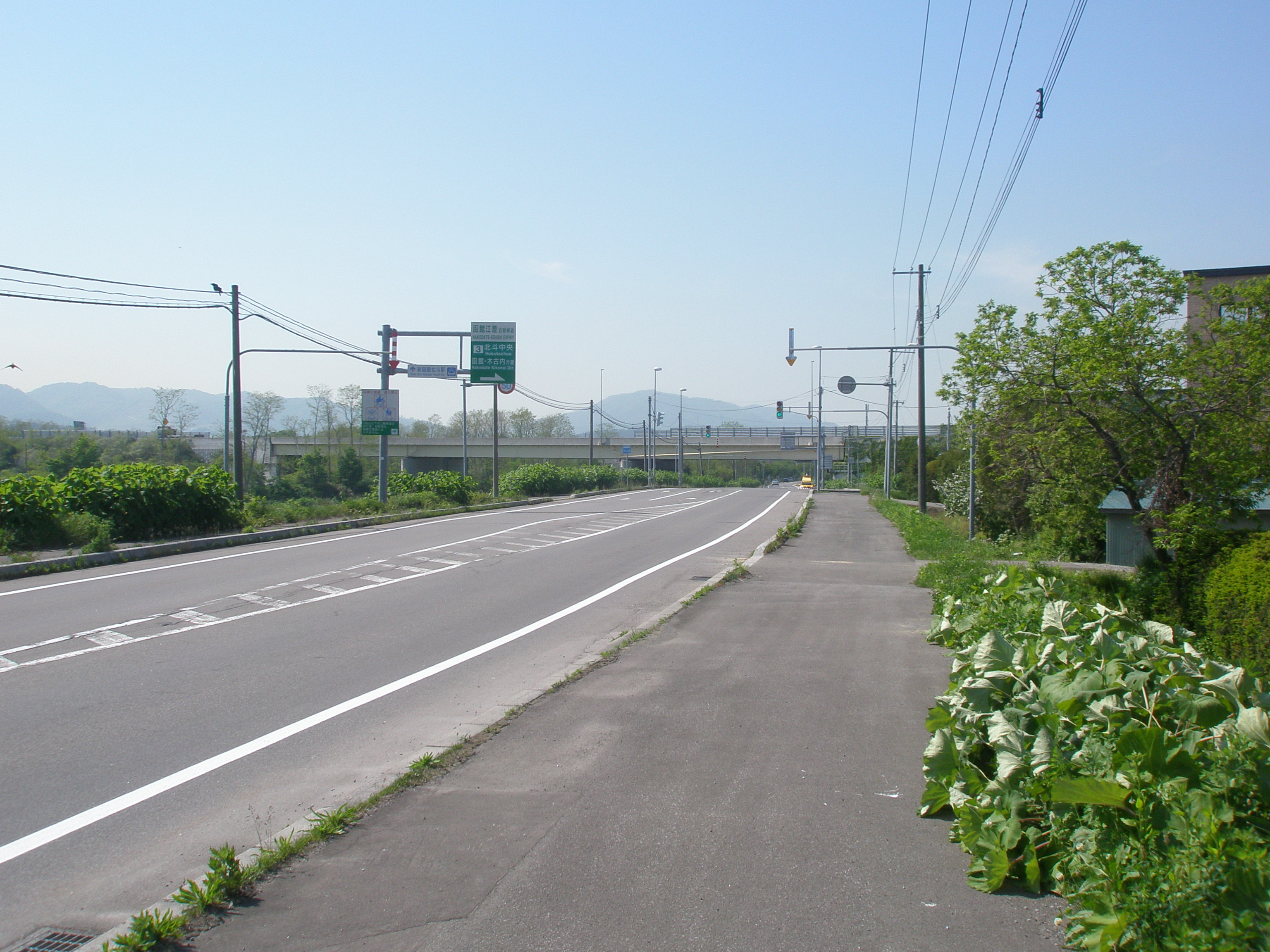
北海道道96号上磯峠下線・北斗中央IC交点（2019年5月撮影）起点側から
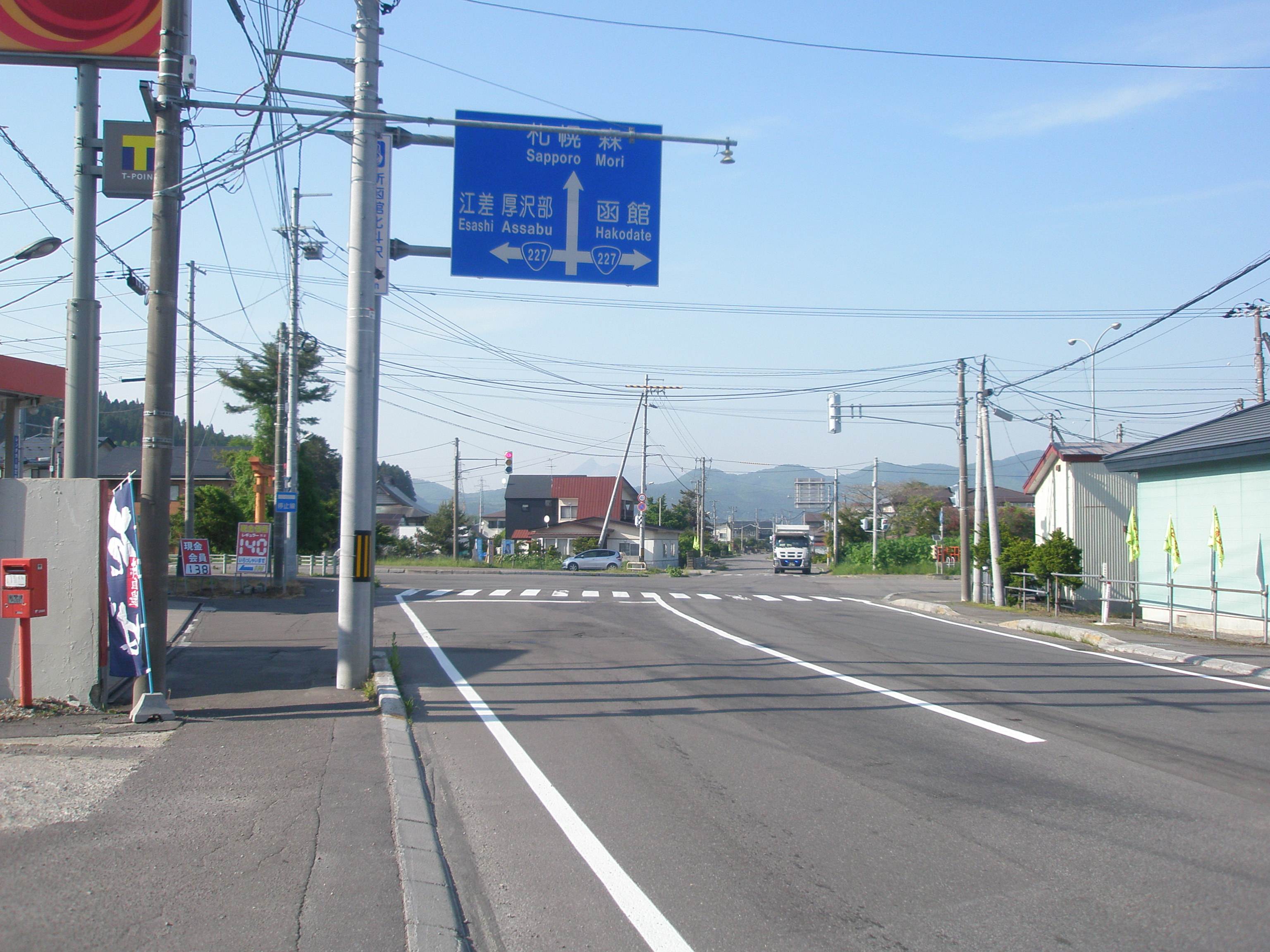
北海道道96号上磯峠下線・国道227号交点（2019年5月撮影）起点側から、国道227号重複開始点
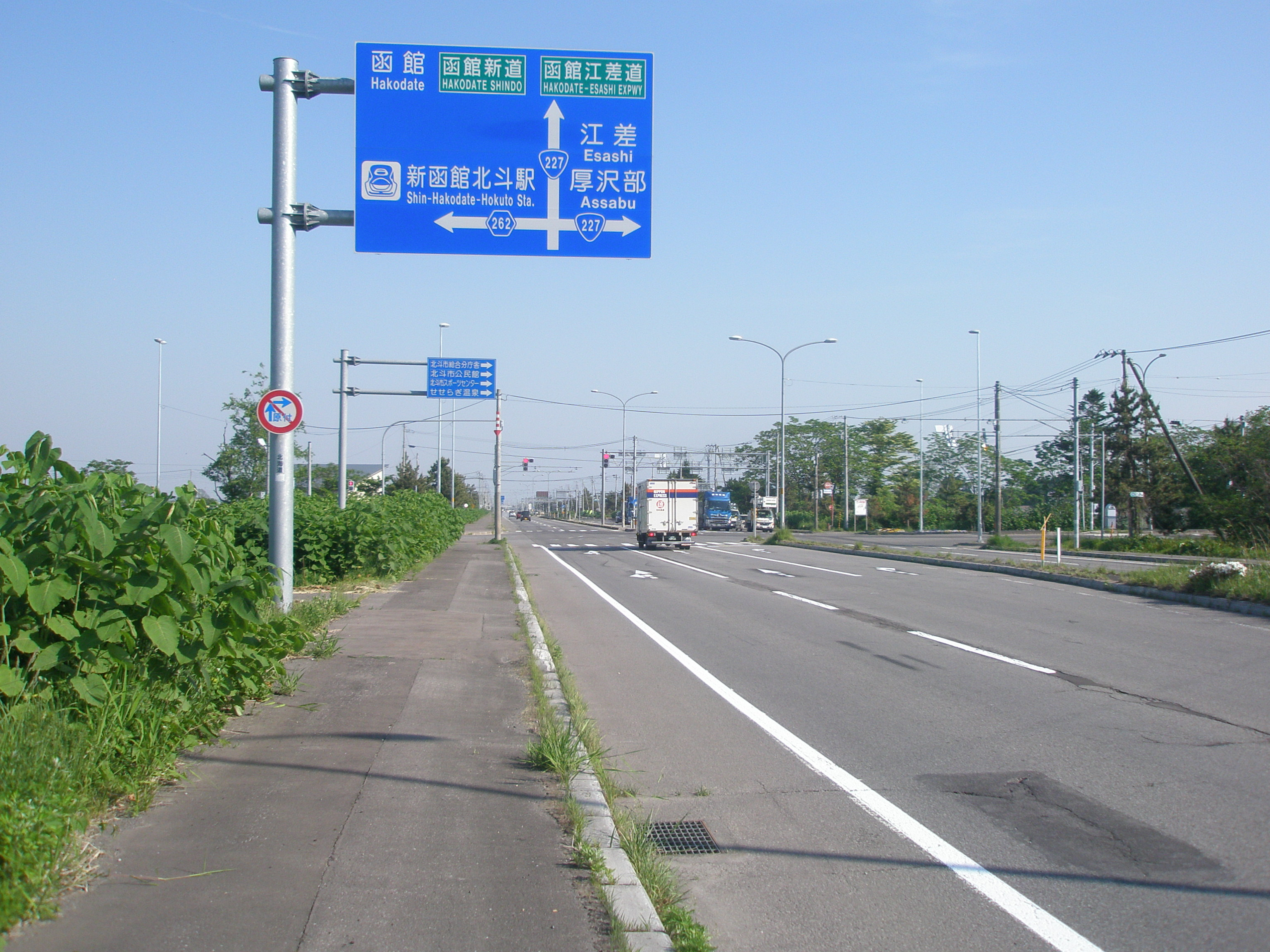
北海道道96号上磯峠下線・国道227号・北海道道262号新函館北斗停車場線交点（2019年5月撮影）終点側から、国道227号重複終了点

七飯町
- E5 北海道縦貫自動車道 七飯IC（事業中）
- 国道5号 - 峠下（終点）

### 沿線にある施設など
北斗市
- 北海道上磯高等学校
- 北斗市立上磯小学校
- 北斗市立上磯中学校
- 北斗市立沖川小学校
- 渡島清川簡易郵便局
- 法亀寺
- 鈴木牧場牛乳